# OP Andromedae
OP Andromedae eller HD 9746, är en variabel stjärna belägen i den norra delen av stjärnbilden Andromeda. Den har en högsta skenbar magnitud av ca 6,27 och är mycket svagt synlig för blotta ögat där ljusföroreningar ej förekommer. Baserat på parallax enligt Gaia Data Release 2 på ca 6,35 mas beräknas den befinna sig på ett avstånd av ca 514 ljusår (ca 158 parsec) från solen. Den rör sig närmare solen med en heliocentrisk radialhastighet av ca -42 km/s. Stjärnans skenbara magnitud varierar mellan 6,27 och 6,41 med en period av ca 2,36 dygn och den klassificeras som en RS Canum Venaticorum-variabel.

## Observation

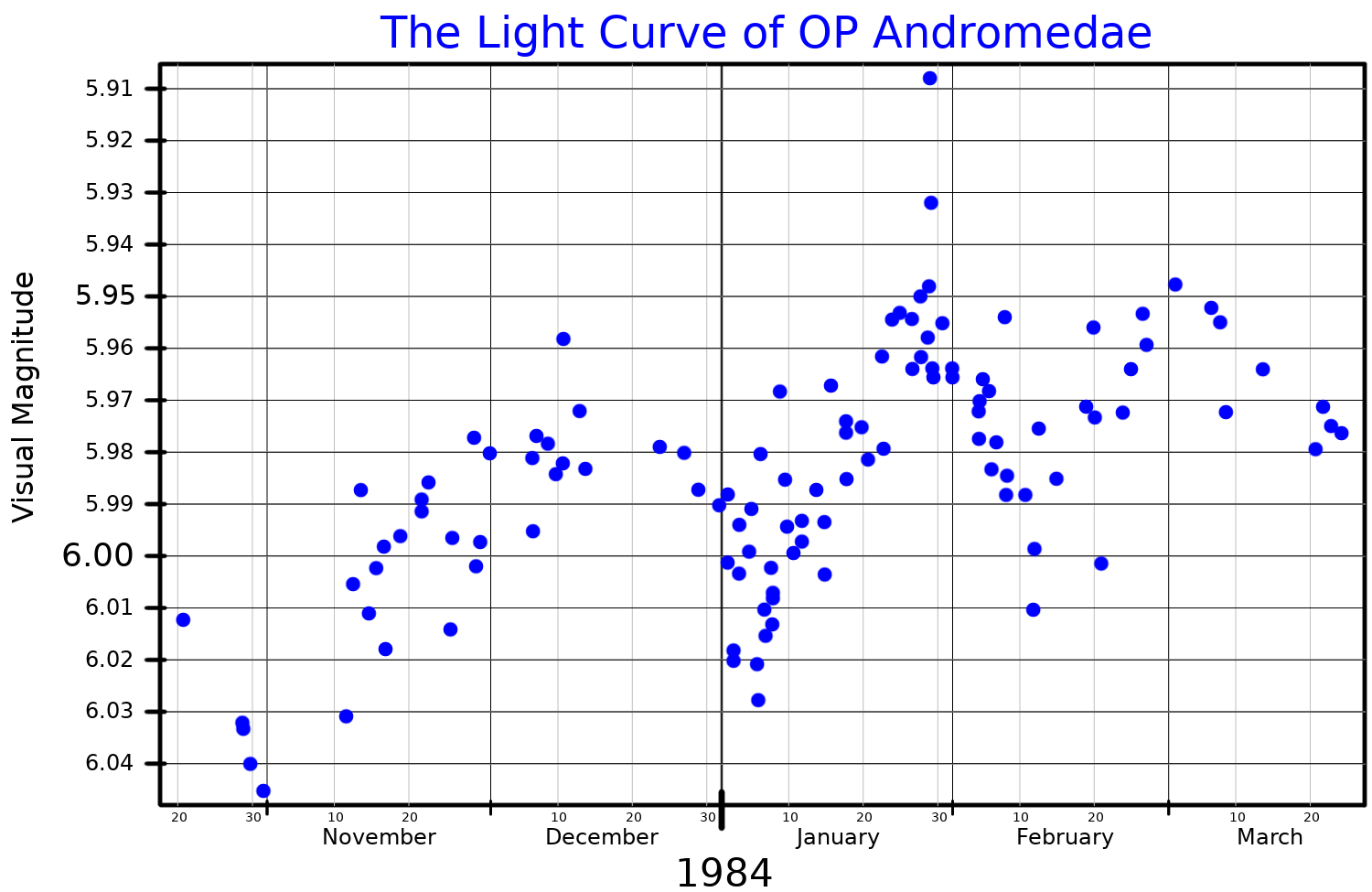
Ljuskurva i visuella bandet för OP Andromedae, anpassad från Barksdale et al. (1984).

OP Andromedae är en av få röda jättestjärnor där man upptäckt ett överskott av 7Li. Mekanismen som förstärker litium i röda jättar är fortfarande (2000) okänd. Det föreslogs att dessa stjärnor nyligen uppslukade planeter, men denna teori förkastades dock eftersom det bara finns ett överskott av en litiumisotop.

## Egenskaper
OP Andromedae är en röd till orange jättestjärna av spektralklass K1 III. Den har en massa av 1,5 - 3 solmassor, en radie av ca 16 solradier och utsänder energi från dess fotosfär motsvarande ca 129 gånger solen vid en effektiv temperatur av ca 4 500 K.